# レオナルド・カンパーナ
レオナルド・カンパーナ・ロメロ（Leonardo Campana Romero  ,  2000年7月24日 - ）は、エクアドル・グアヤス県グアヤキル出身のサッカー選手。エクアドル代表。ニューイングランド・レボリューション所属。ポジションはFW。

## 経歴

### クラブ
2016年に地元のバルセロナSCに入団し、2019年シーズンにプロ契約を結びトップチームに昇格。3月11日のウニベルシダ・カトリカ・デル・エクアドル戦でプロデビュー。4月22日のデルフィンSC戦では、プロ初ゴールを決めた。更にユース代表での活躍もあり、『エクアドルの神童』として注目を集める。8月にはレアル・マドリード、ユヴェントスFC、ACミランなどが、カンパーナの獲得を目指しているとも報じられた。
2020年1月21日、ウルヴァーハンプトン・ワンダラーズFCと3年半契約を締結した。
2021年7月16日、グラスホッパー・クラブ・チューリッヒにシーズン終了までのレンタルで移籍。
2022年1月20日、インテル・マイアミCFにシーズン終了までのレンタルで移籍。2023年1月20日に完全移籍となり、2025年末までの契約を結んだ。
2024年12月19日、ニューイングランド・レボリューションに移籍した。

### 代表
2019年1月にチリで開催された南米ユース選手権にU-20のエクアドル代表に招集。6ゴールを決め、大会得点王に輝き、優勝に導く。3月には早くもフル代表に招集され、22日のアメリカ戦で、フル代表初出場。5月にポーランドで開催された2019 FIFA U-20ワールドカップでは、同国U-20代表を3位入賞に導いた。